# Ljudmila Turiščeva
Ljudmila Ivanovna Turiščeva, coniugata Borzova (in russo Людмила Ивановна Турищева-Борзова?; Groznyj, 10 luglio 1952), è un'ex ginnasta sovietica che conquistò 9 medaglie olimpiche, tra le quali quattro d'oro, tra il 1968 e il 1976. La Turiščeva fu, inoltre, la sesta campionessa olimpica nel concorso individuale.
È sposata con il campione olimpico di atletica leggera Valerij Borzov.

## Palmarès
| Anno | Manifestazione | Sede              | Specialità         | Risultato | Note |
| ---- | -------------- | ----------------- | ------------------ | --------- | ---- |
| 1968 | Olimpiadi      | Città del Messico | Concorso a squadre | Oro       |      |
| 1972 | Olimpiadi      | Monaco            | Concorso a squadre | Oro       |      |
| 1972 | Olimpiadi      | Monaco            | Individuale        | Oro       |      |
| 1972 | Olimpiadi      | Monaco            | Corpo libero       | Argento   |      |
| 1972 | Olimpiadi      | Monaco            | Volteggio          | Bronzo    |      |
| 1976 | Olimpiadi      | Montréal          | Concorso a squadre | Oro       |      |
| 1976 | Olimpiadi      | Montréal          | Corpo libero       | Argento   |      |
| 1976 | Olimpiadi      | Montréal          | Volteggio          | Argento   |      |
| 1976 | Olimpiadi      | Montréal          | Individuale        | Bronzo    |      |